# Chris de Sarandy

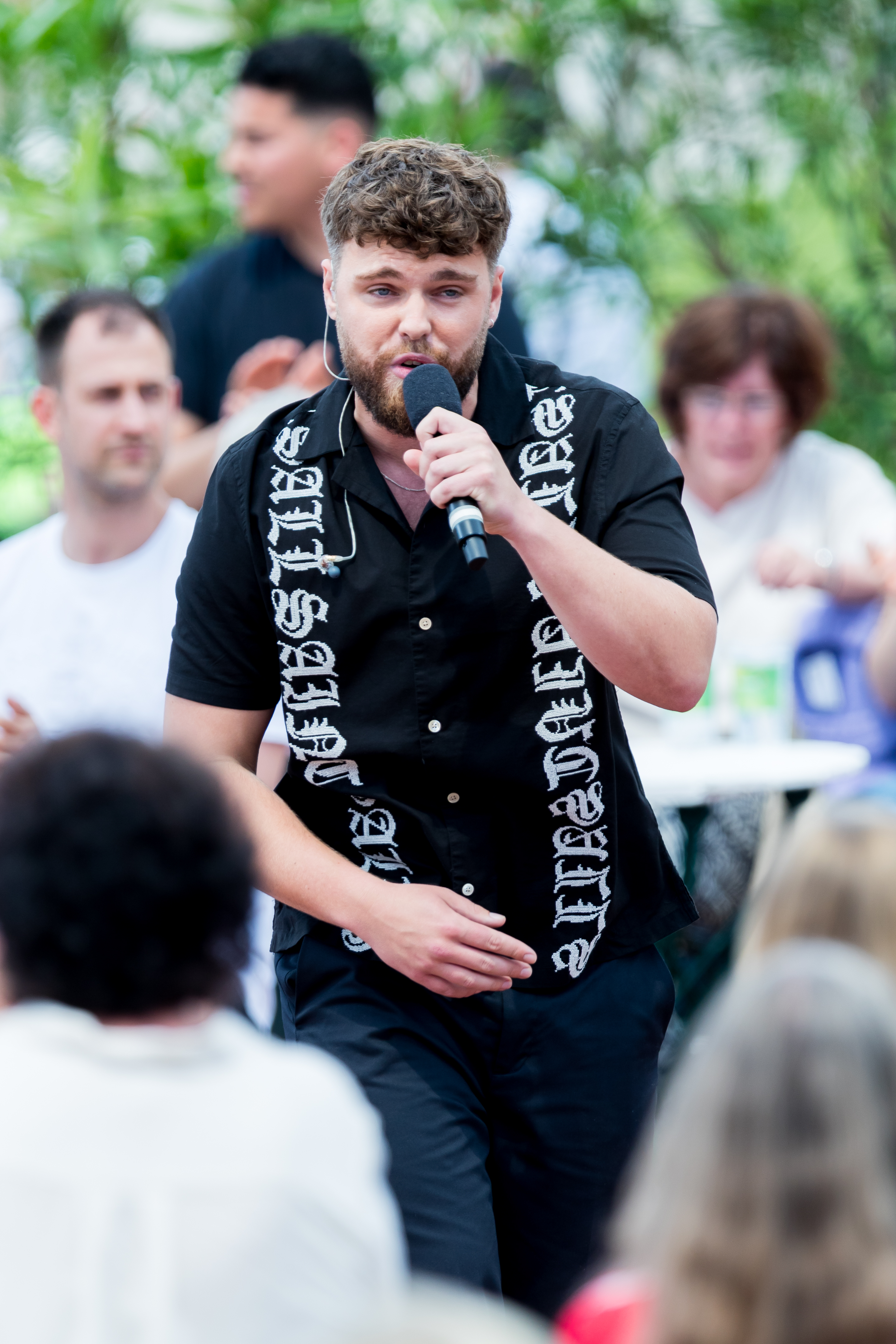
Chris de Sarandy 2025

Chris de Sarandy (* 1998 im Royal Borough of Kingston upon Thames, London) ist ein britischer Singer-Songwriter.

## Leben
Chris de Sarandy wuchs im Südwesten Englands auf. Im Alter von 14 Jahren spielte er bereits in einer Indie-Rockband. Er begann sich schließlich aber mehr für Pop zu interessieren und verließ die Gruppe wieder, da er stärker nach Erfolg suchte als seine Bandkollegen. Er zog nach London und besuchte die BRIT School. Nach seinem Abschluss zog er nach Berlin und arbeitete dort in einer Design-Agentur.
In Berlin wurde er 2022 vom Independent-Label Embassy of Music entdeckt und unter Vertrag genommen. Am 8. April 2022 erschien seine erste Single Good Girl, Sad Boy. Es folgten weitere Singles und 2023 die EP Know Your Worth mit 10 Songs.
Der Durchbruch gelang ihm mit der Single Cynical, eine Kollaboration mit dem DJ-Duo Twocolors. Diese nahmen Played a Life von Safri Duo und sampelten deren Bongo-Rhythmus. Das Lied erreichte Platz 15 der deutschen Singlecharts.

## Diskografie

### EPs
- 2023: Know Your Worth (Embassy of Music)

### Singles
- 2022: Good Girl, Sad Boy
- 2022: Like I Don’t Know You
- 2022: Small Town Queen
- 2022: How to Say Goodbye
- 2023: That’s Life
- 2023: Who Once I Knew
- 2023: Highway Love
- 2023: Cynical (mit Twocolors & Safri Duo)
- 2024: Magic Moment (mit Glockenbach; #9 der deutschen Single-Trend-Charts am 17. Mai 2024[9])
- 2024: Rain
- 2024: Hurts Like This
- 2025: Body & Soul